# Velká jižní věž katedrály svatého Víta, Václava a Vojtěcha
Velká jižní věž katedrály svatého Víta, Václava a Vojtěcha, nazývaná také Jižní věž katedrály svatého Víta, Václava a Vojtěcha, je dominantní součástí katedrály svatého Víta, Václava a Vojtěcha, která se nachází v areálu Pražského hradu v historické části Hradčany města Prahy. Svou výškou 96,6 m je třetí nejvyšší kostelní věží v Česku. Vstup na věž je ze III. nádvoří Pražského hradu a je zpoplatněn.

## Historie
Velká jižní věž, jako součást katedrály svatého Víta, Václava a Vojtěcha, se začala stavět pravděpodobně v roce 1396 podle projektu Petra Parléře ve stylu gotiky a ve stavbě pak pokračovali jeho synové Václav a Jan. 
Výstavba byla přerušena v době husitských válek a v roce 1541 byla poškozena požárem. V letech 1560–1562 se pokračovalo s výstavbou věže již ve stylu renesance pod vedením architektů Bonifáce Wohlmuta a Hanse Tirola. 
Roku 1770 byly na nedostavěné věži provedeny barokní úpravy pod vedením italsko-rakouského architekta Nicoly Pacassiho. 
Nejvýraznější úpravy věže byly provedeny v letech 1879 až 1899 architektem Josefem Mockerem a pak Kamilem Hilbertem ve stylu neogotiky.

## Zvony umístěné ve věži
Na jižní věži katedrály je zavěšeno sedm zvonů ve dvou patrech. Jmenovitě Zvon Zikmund z roku 1549, který je největším zvonem v Česku, Zvon Václav z roku 1542, Zvon Jan Křtitel z roku 1546, Zvon Josef z roku 1602, Zvon Dominik z roku 2012, Zvon Maria z roku 2012 a Zvon Ježíš z roku 2012.

## Další informace
Věž má také svůj netradiční hodinový stroj orlojového typu z roku 1589 financovaný císařem Rudolfem II.
Na vrchol Velké jižní věže vede 287 schodů. Z vrcholu věže je hodnotný výhled na Prahu a její okolí.

## Galerie

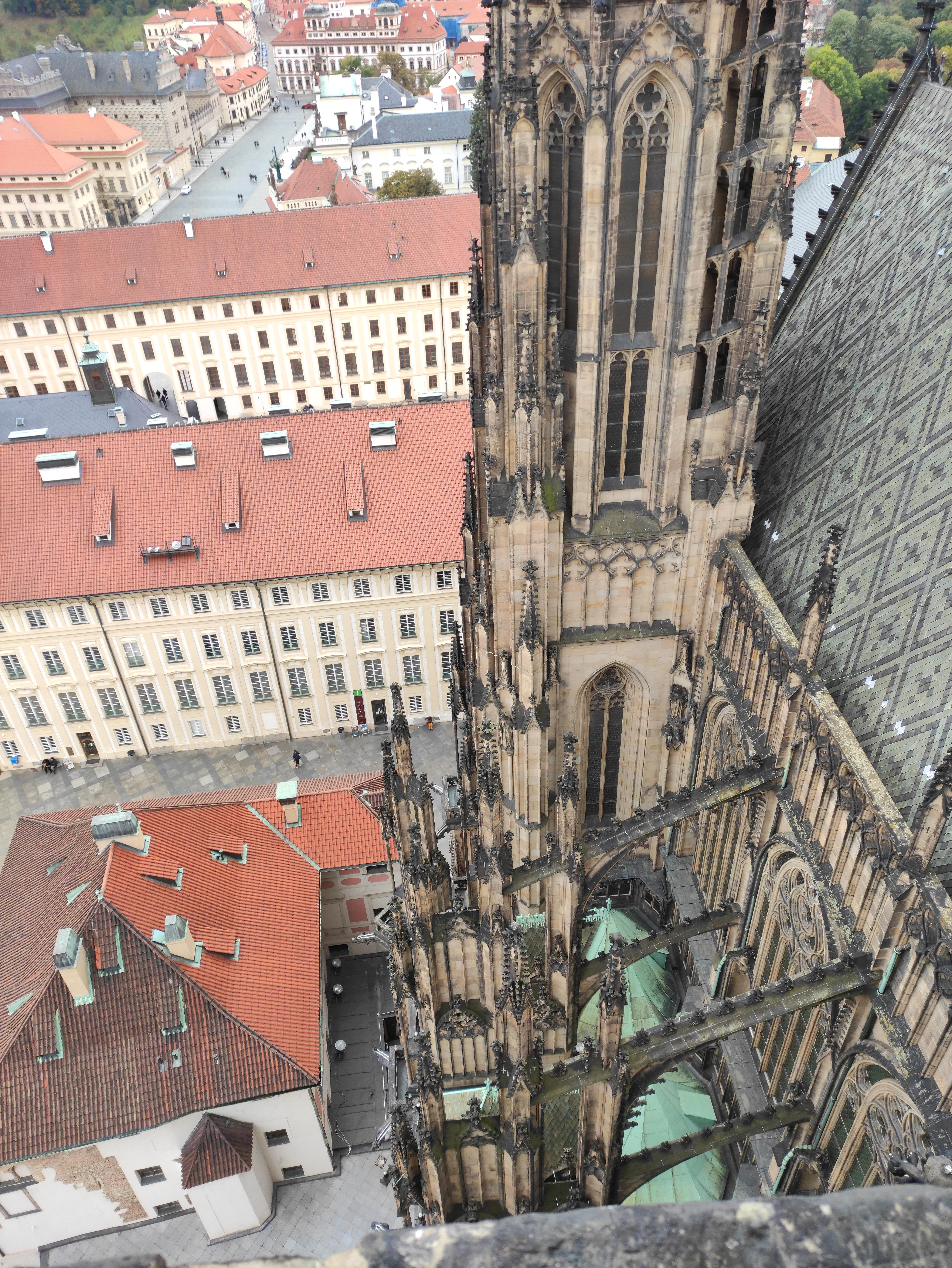
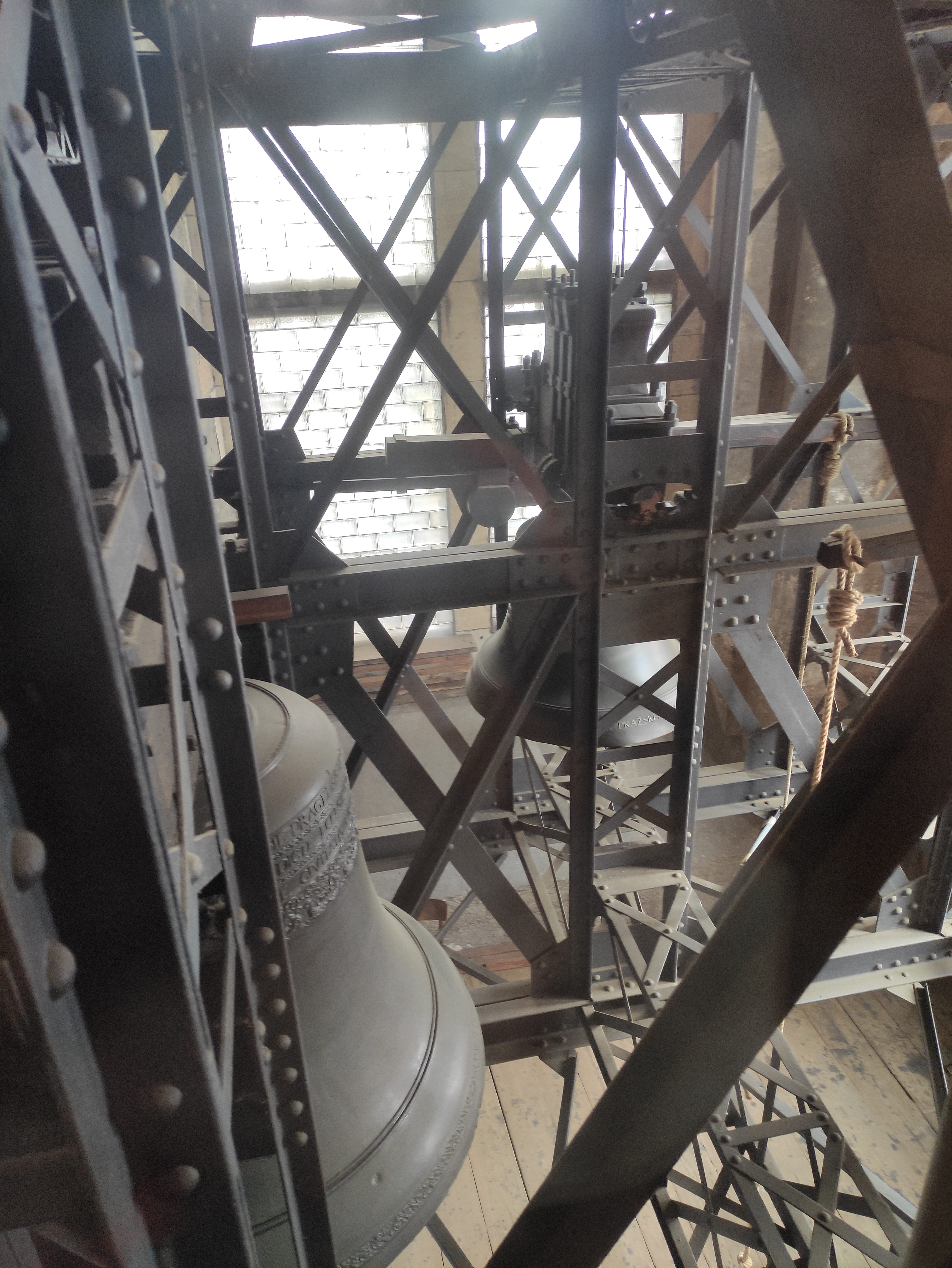
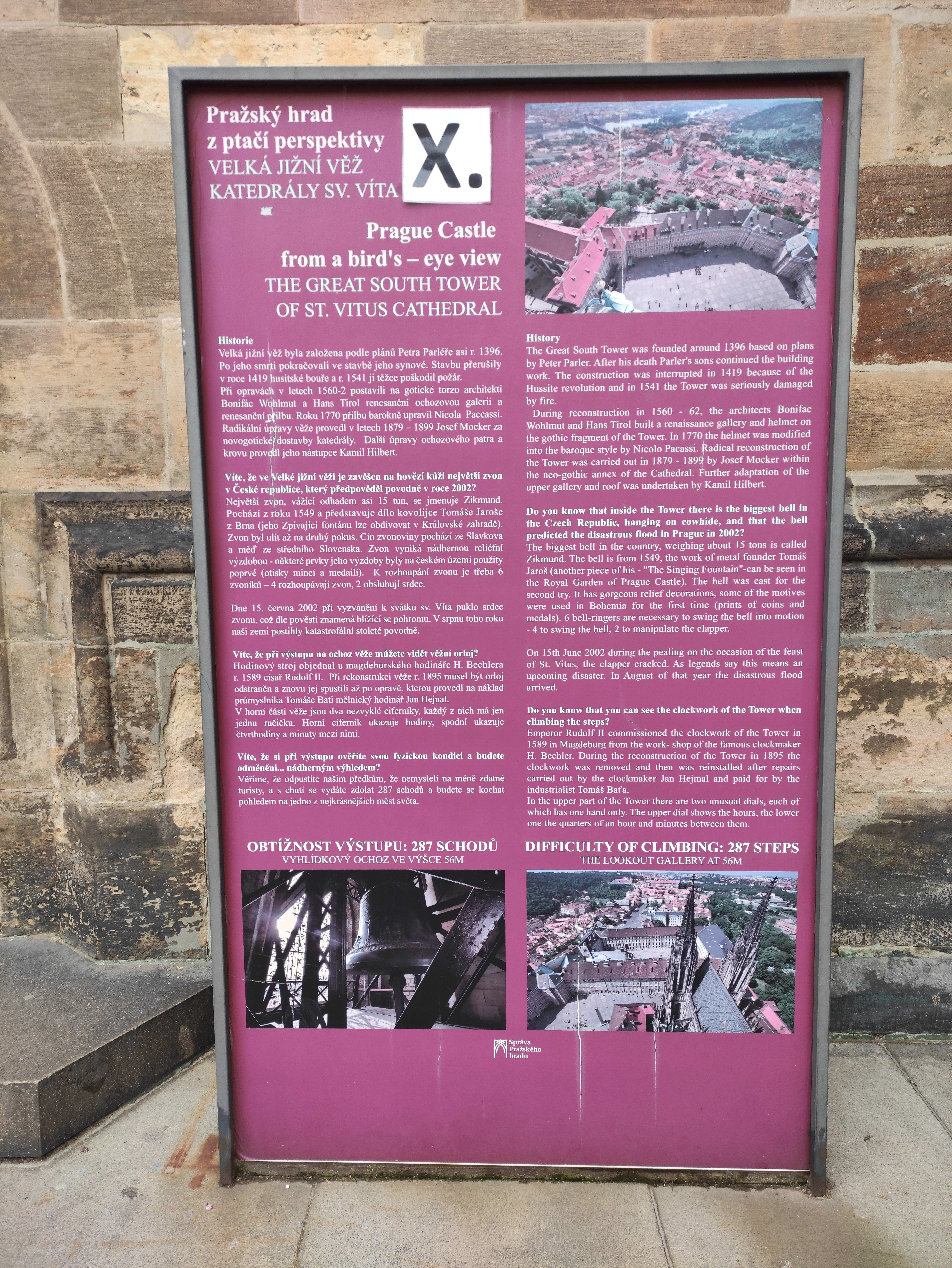
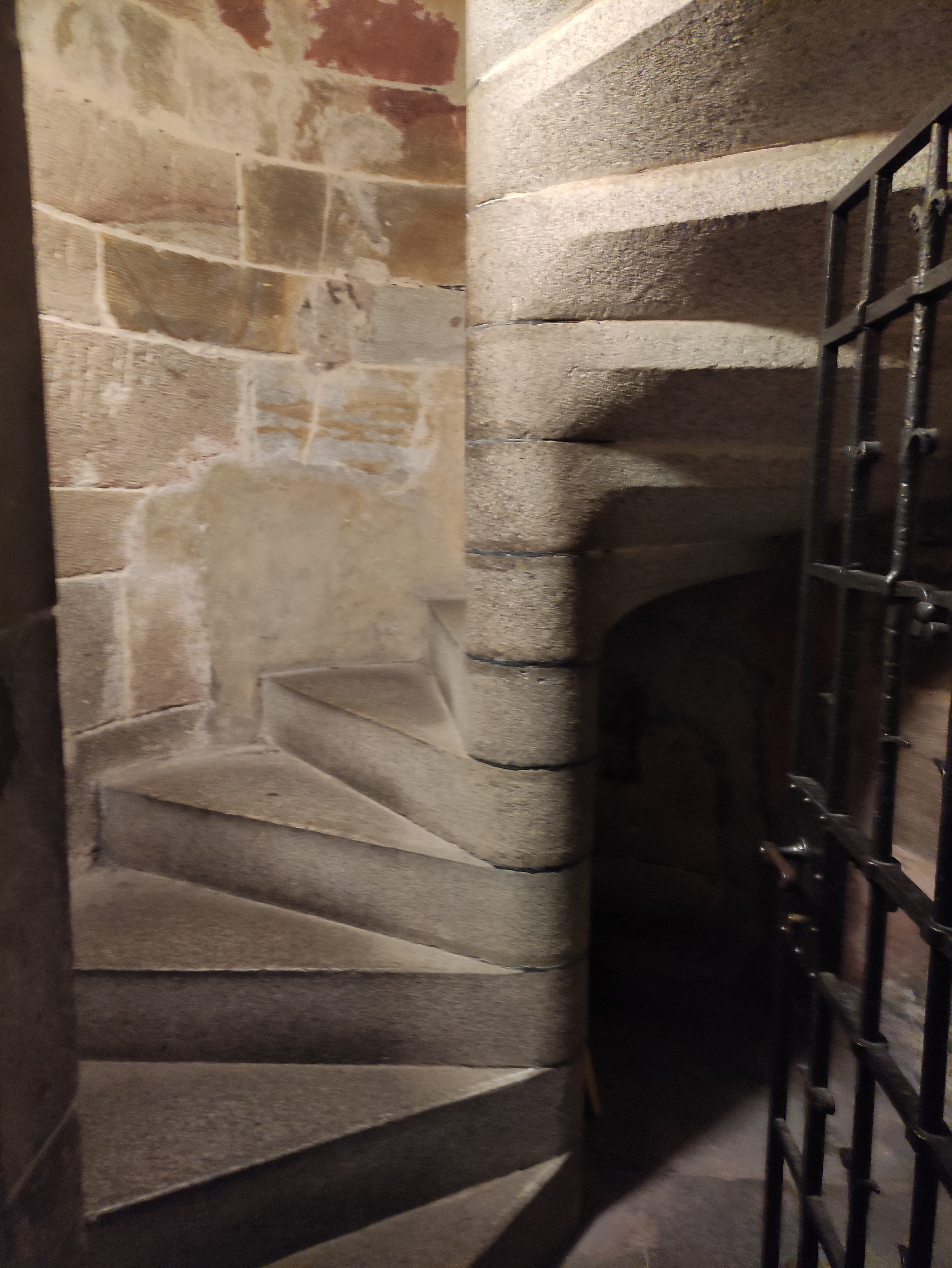